# Altiplà Shan

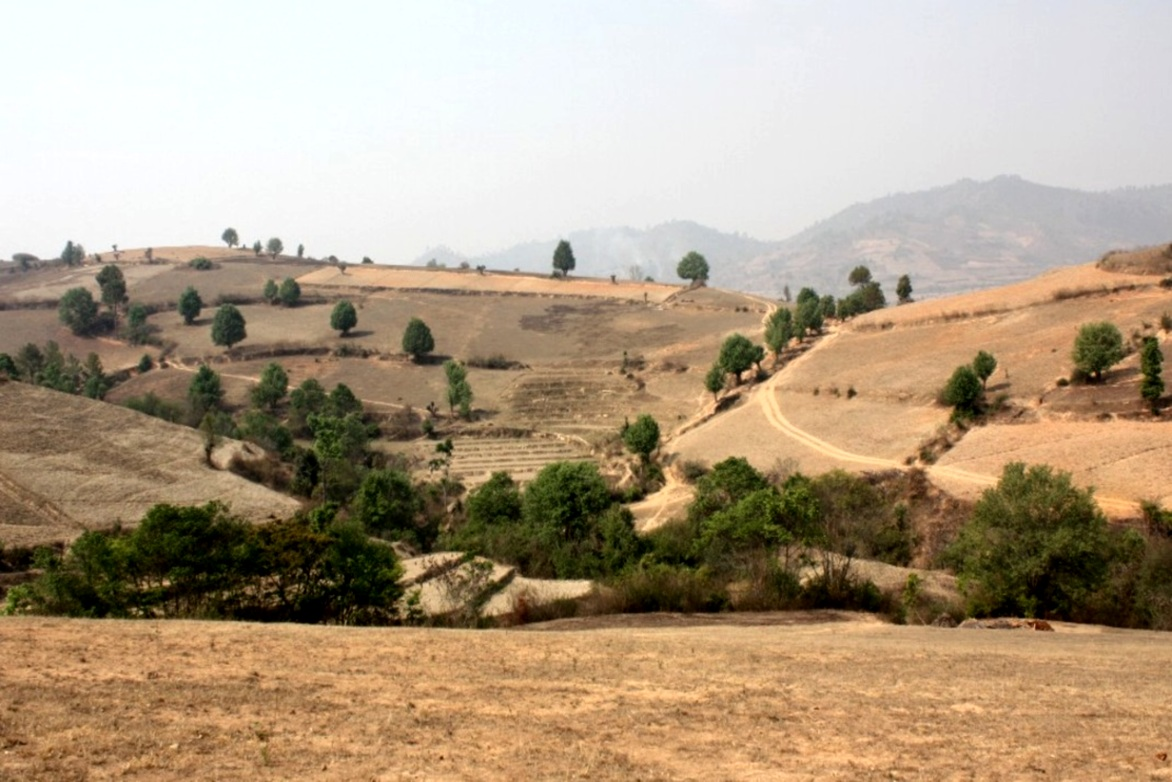
Paisatge desforestat a l'altiplà Shan prop de Kalaw durant l'estació seca.

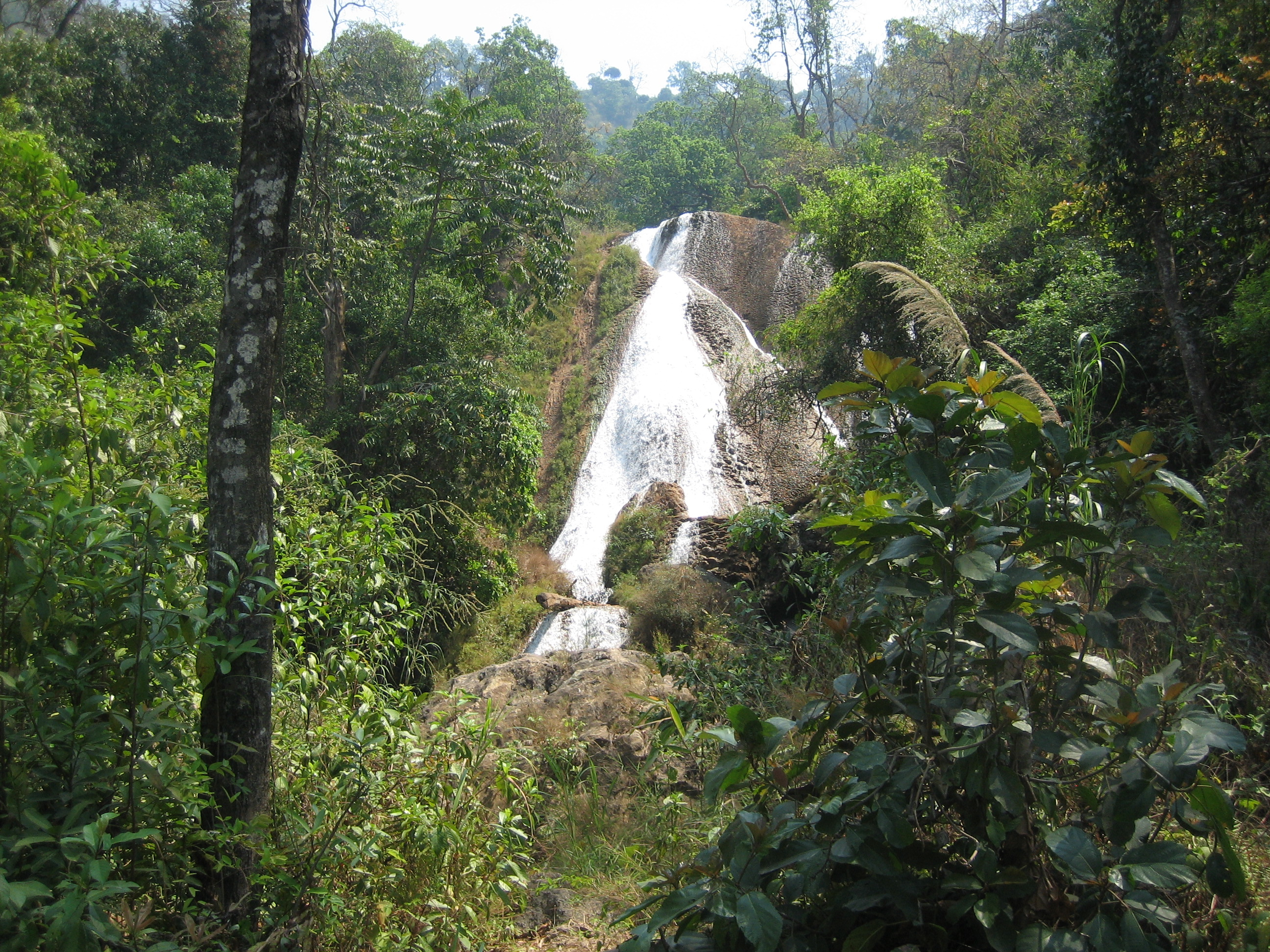
Cascada d'Anishakan a prop de Pyin U Lwin.

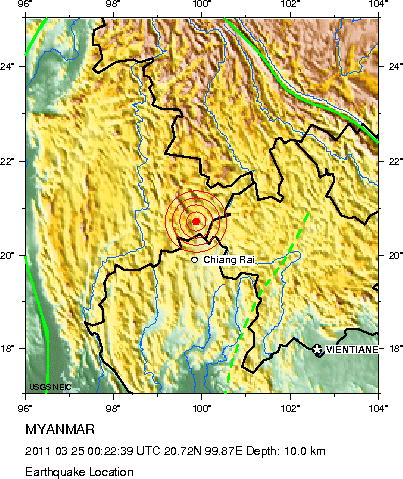
Localització del terratrèmol de març de 2011

L'altiplà Shan (Burmès Shan Yoma) és una vasta zona muntanyosa que s'estén per Yunnan fins a Myanmar i Tailàndia. Tota la regió està formada per nombroses serralades separades majoritàriament per valls estretes, així com unes quantes conques intermuntanyes més àmplies. Les serres de la zona estan alineades de tal manera que s'enllaçen amb les faldes de l'Himàlaia més al nord-oest.
El punt més alt és Loi Leng, a 2.673 m d'altitud. Altres cims són el Mong Ling Shan, de 2.641 m, el Doi Inthanon 2.565 m i el Loi Pangnao de 2.563 m. Tots són cims ultra prominents del sud-est asiàtic.

## Etimologia
El nom de l'altiplà o sistema de serres, deriva de l'estat Shan i els seus pobles, dit que al seu torn deriva de la paraula "Siam", que ocupa la major part de l'àrea de les terres altes de Shan.
Com que va estar relativament inexplorada fins a temps recents, la regió muntanyosa de Shan va ser anomenada "Shan Plateau" (altiplà de Shan) en les obres geogràfiques del període colonial britànic, un nom que encara s'utilitza de vegades. No obstant això, com que tota la zona no té les extensions d'alt terreny relativament planer que són la característica principal d'un altiplà, aquesta etiqueta és força incongruent.

## Geologia
Geològicament a l'altiplà de Shan i les seves subserralles del sud, les capes d'al·luvions es superposen a la roca dura. Les serralades càrstiques són comunes, ja que grans extensions de l'altiplà són calcàries. L'altiplà Shan és una important zona minera de plata i robí.

## Geografia
La zona de les terres altes de Shan és una combinació de serralades, valls fluvials escarpades i algunes planes elevades. La zona és la font principal de safirs, robins i altres gemmes de Myanmar, pels quals el país és conegut; també és una font principal de plom, plata i zinc. La plana alta té una mitjana d'uns 1,000 metres (3,300 ft) en elevació, i està poc poblada.
L'altiplà Shan es troba a cavall entre el centre-est de Myanmar i el nord-oest de Tailàndia. S'eleva fortament des de la plana central de Myanmar i s'estén centenars de quilòmetres cap a l'est fins al nord-oest de Tailàndia. La superfície del sistema està tallada per gorges fluvials escarpades, part de les conques hidrogràfiques del Chao Phraya, l'Iruadi, el Sittang i el riu Salween o Thanlwin que talla l'altiplà en direcció nord-sud.

## Història
A l'època colonial britànica, l'estació de muntanya principal de Birmània, Pyinulwin, coneguda en anglès com Maymyo, es va construir a la regió occidental dels Shan Hills. A 1.000 m sobre el nivell del mar i a aproximadament una hora i mitja amb cotxe des de Mandalay, va ser un dels refugis dels funcionaris colonials que s'escapaven de la calor de l'estiu birmà. Pyin Oo Lwin encara és coneguda pels seus jardins botànics i, com totes les estacions de muntanya britàniques, té mostres d'arquitectura colonial. Actualment el llac Inle, prop de Yawnghwe, és una de les atraccions turístiques de les terres altes de Shan.
El santuari d'aus de Taunggyi, establert el 1906 com a reserva de vida silvestre de Taunggyi, va ser redesignat com a santuari d'aus el 1989.
A causa de la insurrecció i l'activitat dels Tatmadaw a la zona, molts habitants locals que vivien a les zones muntanyoses dels turons Shan es van traslladar a la frontera cap a Tailàndia on viuen en camps de refugiats.
Malgrat la insurrecció en curs, l'altiplà Shan és l'àrea de Birmània que representa la major part de la producció nacional de patata.
El 24 de març de 2011, un terratrèmol de magnitud 6,8 es va produir a Tarlay, municipi de Tachileik, a la zona de la serralada de Daen Lao, a la part oriental del sistema de turons. Va causar més de 70 morts i més de 100 ferits. Tres-cents noranta cases, 14 monestirs budistes i nou edificis governamentals van ser danyats.

## Galeria
- Paisatge muntanyós a la zona de Kalaw, Shan Hills, Myanmar
- L'altiplà Shan vist des del llac Inle
- L'altiplà Shan a la Província de Mae Hong Son
- Vista sobre el congost de Gokteik entre Hsipaw i Pyin U Lwin
- L'altiplà Shan entre Chiang Mai i la frontera amb Myanmar